# 9277 Togashi
9277 Togashi è un asteroide della fascia principale. Scoperto nel 1980, presenta un'orbita caratterizzata da un semiasse maggiore pari a 2,3599273 au e da un'eccentricità di 0,1192592, inclinata di 7,10173° rispetto all'eclittica.
L'asteroide è dedicato al produttore Tom Togashi.